# Андерсон, Джордж Уолтер
Джордж Уо́лтер А́ндерсон (англ. George Walter Anderson; 1891 — 1959) — английский футболист, выступавший на позиции центрального нападающего. Наиболее известен как игрок английского клуба «Манчестер Юнайтед».

## Футбольная карьера
Уроженец Манчестера, Джордж Андерсон начал профессиональную футбольную карьеру в клубе «Бери» в 1910 году. В сентябре 1911 года за £50 перешёл в «Манчестер Юнайтед». Дебютировал в составе клуба 9 сентября 1911 года в матче Первого дивизиона против «Эвертона», в котором «Юнайтед» одержал победу со счётом 2:1. Провёл в клубе четыре сезона, сыграв 86 матчей и забив 39 голов.

## Участие в договорном матче и дисквалификация
В 1915 году официальные турниры в Англии были прерваны в связи с войной. Несмотря на то, что многие футболисты покинули свои клубы для несения военной службы, некоторые матчи ещё проводились. Один из таких матчей состоялся на стадионе «Олд Траффорд» 29 декабря 1917 года: в нём Манчестер Юнайтед сыграл с «Бернли». После матча три игрока «Юнайтед» пожаловались президенту клуба, что матч был договорным, и Андерсон был организатором. 8 января 1918 года Андерсон был лишён капитанской повязки и отстранён от участия в матчах «Манчестер Юнайтед», а позднее был приговорён судом Ливерпуля к восьми месяцам тюрьмы за организацию договорного матча. За три года до этого, в 1915 году, Андерсон выступал в качестве свидетеля по делу о договорном матче между «Манчестер Юнайтед» и «Ливерпулем», по итогам которого 7 игроков были пожизненно дисквалифицированы.
Много лет спустя, в 2011 году, внучатый племянник Джорджа Андерсона, Барри Салливан, организовал кампанию с целью оправдания своего двоюродного дедушки: он провёл собственное расследование и считает Андерсона невиновным. В числе аргументов он указывает, что в суде Джорджу предъявили обвинение в «заговоре с некими неопределёнными лицами для обмана других неопределённых лиц», в том числе в договорённости с неким «похожим на еврея» человеком, однако ни одного из этих лиц обнаружить так и не удалось. Салливан отмечает, что его двоюродный дед был шокирован решением суда и больше никогда не играл после этого в официальных футбольных матчах. «Он должен считаться одним из легенд „Юнайтед“, а не организатором договорных матчей», отметил его внучатый племянник.

## Статистика выступлений
| Клуб              | Сезон            | Лига | Лига | Кубки | Кубки | Итого | Итого |
| Клуб              | Сезон            | Игры | Голы | Игры  | Голы  | Игры  | Голы  |
| ----------------- | ---------------- | ---- | ---- | ----- | ----- | ----- | ----- |
| Бери              | 1909/10          | 1    | 0    | 0     | 0     | 1     | 0     |
| Бери              | 1910/11          | 2    | 0    | 0     | 0     | 2     | 0     |
| Бери              | Итого            | 3    | 0    | 0     | 0     | 3     | 0     |
| Манчестер Юнайтед | 1911/12          | 1    | 0    | 0     | 0     | 1     | 0     |
| Манчестер Юнайтед | 1912/13          | 24   | 12   | 5     | 2     | 29    | 14    |
| Манчестер Юнайтед | 1913/14          | 32   | 15   | 0     | 0     | 32    | 15    |
| Манчестер Юнайтед | 1914/15          | 23   | 10   | 1     | 0     | 24    | 10    |
| Манчестер Юнайтед | Итого            | 80   | 37   | 6     | 2     | 86    | 39    |
| Всего за карьеру  | Всего за карьеру | 83   | 37   | 6     | 2     | 89    | 39    |